# جورج إدي
جورج إدي هو متسابق بياثل كندي، ولد في 9 مايو 1940، وتوفي في 9 يونيو 2012.

## وصلات خارجية
- جورج إدي على موقع أوليمبيديا (الإنجليزية)